# 大苞滨藜
大苞滨藜（学名：Atriplex centralasiatica var. megalotheca）为藜科滨藜属下的一个变种。

## 扩展阅读
- 維基物種上的相關：大苞滨藜